# Beauchêne (Orne)
Pour les articles homonymes, voir Beauchêne.
Beauchêne est une ancienne commune française, située dans le département de l'Orne en région Normandie, peuplée de 247 habitants.  Elle a fusionné le 1er janvier 2015 avec six autres communes, sous le régime juridique des communes nouvelles instauré par la loi no 2010-1563 du 16 décembre 2010 de réforme des collectivités territoriales pour créer la commune nouvelle de Tinchebray-Bocage.

## Géographie
Beauchêne est situé à l'ouest de l'Orne à la limite du département de la Manche, entre Bocage flérien, Mortainais et Domfrontais. La départementale 25 traverse la commune (route entre Flers et Mortain). Le bourg de Beauchêne est à 13 km au nord-ouest de Domfront, à 15 km au sud-ouest de Flers et à 19 km à l'est de Mortain.
Trois routes départementales se rejoignent dans le bourg. La D 25 (D 157 dans la Manche limitrophe) permet au nord-est de retrouver Larchamp et Flers, et Ger à l'ouest. La D 269 mène au nord-ouest vers Yvrandes et Saint-Jean-des-Bois. La D 818, au sud, conduit à Lonlay-l'Abbaye. Traversant l'est du territoire, la D 22 relie Tinchebray, au nord, à Lonlay et Domfront au sud. Cette dernière constitue l'accès principal à la commune à partir des grands axes routiers, avec la D 25 en arrivant par Flers.
Beauchêne est dans le bassin de la Loire, par son sous-affluent l'Égrenne qui délimite le territoire du nord-ouest au sud. Cinq de ses affluents parcourent le territoire communal, dont le ruisseau du Moulin d'Yvrandes, le ruisseau de la Fontaine des Forgettes et le ruisseau de Blandouet qui marque la limite avec Lonlay-l'Abbaye à l'est.
Le point culminant (277 m) se situe au nord, près du lieu-dit la Chaterrière. Le point le plus bas (147 m) correspond à la sortie de l'Égrenne du territoire, au sud. La commune est bocagère.
Le climat est océanique, comme dans tout l'Ouest de la France. Les stations météorologiques les plus proches, toutes distantes entre 60 km et 70 km, sont Caen-Carpiquet, Alençon-Valframbert, Granville-Pointe du Roc et Laval-Entrammes. Cette région du Bocage normand s'en différencie toutefois pour la pluviométrie annuelle qui, à Beauchêne, avoisine les 1 150 mm.
Les lieux-dits sont, du nord-ouest à l'ouest, dans le sens horaire : le Village Guitton, les Basses Rues, la Chaisnerie, la Baronnerie, le Foncé, la Fieffe Aumont (au nord), la Fieffe du Milieu, la Fieffe de Bas, le Goulet, le Verger, la Chaterrière, la Bordelière, la Palu, Grainvolé, le Biot (à l'est), le Petit Biot, la Halouzière, le Vivier, le Calvaire, la Besnardière, la Cour, le Rocher, la Basse Ménardrie (au sud), la Haute Ménardriel, la Rivière, les Houlettes, Tournebride, le Bourg, le Bossu, le Tronchet, Beauregard, la Maison du Bois, la Hognerie, la Poinellerie, la Noë Verte, les Sourcettes, la Couchotterie, le Béchet, la Butte, la Grosse Planche, la Beaujardrie, la Vente Roulleaux, le Vallet, la Vente l'Abbé, la Butte Monlien, le Chasble (à l'ouest), le Village Patry, la Vente au Seigneur et le Village Besnard.
| Yvrandes        | Saint-Cornier-des-Landes | Larchamp        |
| Ger             | Beauchêne                | Lonlay-l'Abbaye |
| Lonlay-l'Abbaye | Lonlay-l'Abbaye          | Lonlay-l'Abbaye |

## Toponymie
Le toponyme est attesté sous les formes Bella Quercu à la fin du XIIe siècle et Beauquesne en 1494. Il est issu du gaulois cassanos signifiant « chêne ».
Le gentilé est  Beauchênois.

## Politique et administration
| Période                                  | Période       | Identité            | Étiquette | Qualité           |
| ---------------------------------------- | ------------- | ------------------- | --------- | ----------------- |
| 1971                                     | 1978          | Dr Jean Lelièvre    |           |                   |
| 1978                                     | 1994          | Florentin Hautcourt |           |                   |
| 1994                                     | mars 2001     | Bernard Leneveu     |           |                   |
| mars 2001                                | décembre 2014 | Claude Pigault      | SE        | Employé de banque |
| Les données manquantes sont à compléter. |               |                     |           |                   |

Le conseil municipal était composé de onze membres dont le maire et deux adjoints.

## Population et société

### Démographie
En 2021, la commune comptait 247 habitants. Depuis 2004, les enquêtes de recensement dans les communes de moins de 10 000 habitants ont lieu tous les cinq ans (en 2007, 2012, 2017, etc. pour Beauchêne) et les chiffres de population municipale légale des autres années sont des estimations.
Beauchêne a compté jusqu'à 1 242 habitants en 1831.
| 1793  | 1800 | 1806  | 1821  | 1831  | 1836  | 1841  | 1846  | 1851  |
| ----- | ---- | ----- | ----- | ----- | ----- | ----- | ----- | ----- |
| 1 183 | 994  | 1 131 | 1 155 | 1 242 | 1 234 | 1 176 | 1 163 | 1 181 |

| 1856  | 1861  | 1866  | 1872  | 1876  | 1881  | 1886  | 1891  | 1896 |
| ----- | ----- | ----- | ----- | ----- | ----- | ----- | ----- | ---- |
| 1 168 | 1 152 | 1 155 | 1 160 | 1 186 | 1 114 | 1 113 | 1 024 | 950  |

| 1901 | 1906 | 1911 | 1921 | 1926 | 1931 | 1936 | 1946 | 1954 |
| ---- | ---- | ---- | ---- | ---- | ---- | ---- | ---- | ---- |
| 922  | 797  | 763  | 610  | 570  | 520  | 458  | 395  | 376  |

| 1962 | 1968 | 1975 | 1982 | 1990 | 1999 | 2007 | 2012 | 2017 |
| ---- | ---- | ---- | ---- | ---- | ---- | ---- | ---- | ---- |
| 363  | 323  | 256  | 223  | 213  | 207  | 235  | 252  | 251  |

| 2019 | - | - | - | - | - | - | - | - |
| ---- | - | - | - | - | - | - | - | - |
| 248  | - | - | - | - | - | - | - | - |

### Activité et manifestations
Depuis 1986, les illuminations de Noël attirent de nombreux visiteurs bas-normands dans le bourg de Beauchêne.
Pendant l'époque des illuminations, un cyclo-cross est organisé par le Vélo club domfrontais.

## Culture locale et patrimoine

### Lieux et monuments
- Église Notre-Dame-de-la-Paix-Saint-Pierre-et-Saint-Paul (1900).
- Un lavoir et un four à pain restaurés.
- La Vente est un ancien fief qui était partagé entre plusieurs possesseurs et qui présente pour particularité que leur indication est restée immortalisé par les toponymes:
  - La Vente-l'Abbé,
  - La Vente-au-Seigneur,
  - La Vente-Roulleaux (qui appartenait à la famille Roulleaux),
  - La Vente-des-Butes,
  - La Vente-Niobé.